# Exposición de la carta del canónigo Lizardi
Exposición de la carta del canónigo Lizardi es el segundo cuento de la obra Obabakoak de Bernardo Atxaga, escrita originariamente en euskera y publicada en el año 1988. El cuento consiste en el descubrimiento de una carta de once hojas que el narrador nos presenta y analiza brevemente.  Tanto en este cuento, como en el resto de los cuentos de la obra, Atxaga plasma un mundo que se entrega a fragmentos, mezclando fantasía y realidad. En cuanto al género, María Luisa Antonaya considera Obabakoak un “ciclo de cuentos” o “ciclo cuentístico”, ya que muestra otra manera de ver el universo creado por la ficción. Esta teoría es apoyada también por Lulú Gabikagojeaskoa en su artículo Obabakoak vs. Obaba, en el cual compara la obra literaria con Obaba, una película basada en los cuentos.

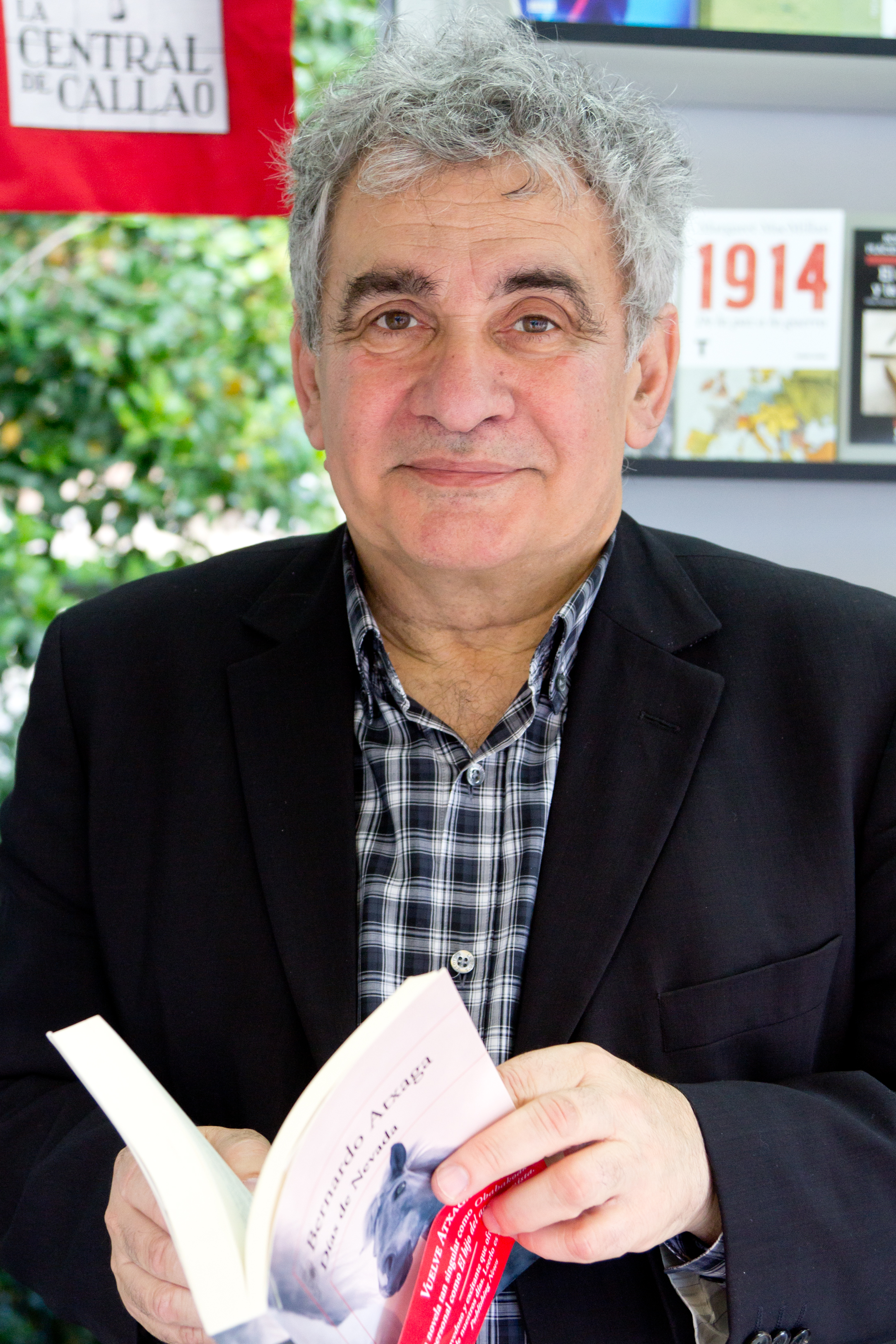
Bernardo Atxaga

## Argumento
Este relato narra el descubrimiento de una carta, escrita en 1903 por el canónigo de Obaba, Camilo Lizardi, y la historia que se relata en ella. Las doce hojas que forman la carta no se han conservado por completo y el narrador plasma literalmente todos los fragmentos que se han podido recuperar. Camilo Lizardi escribe a un viejo amigo para contarle un suceso que ha ocurrido en Obaba: un niño del pueblo, Javier, huérfano y algo solitario, desaparece en una de sus huidas a un bosque cercano. Normalmente solo Lizardi y otro anciano del pueblo, Matías, se preocupaban por su paradero, pero en esta ocasión se organizó una cuadrilla para buscar al muchacho. Sin embargo, este nunca llegó a aparecer. Al mes de su desaparición aparece en Obaba un jabalí blanco. Matías defendió desde el primer momento que se trataba de Javier, pero ningún vecino le creyó. Todo el pueblo se organizó para cazar a este jabalí, aunque solo consiguieron mutilarle. Finalmente es Matías quien, con el permiso del canónigo, se decide a matar al jabalí (Javier), para acabar con su sufrimiento. Termina su relato narrando el momento en el que Lizardi encuentra a Matías muerto y termina él mismo con la vida del jabalí que estaba agonizando a su lado. Este acontecimiento dejó tan deshecho al propio Lizardi que le pide a su amigo una visita para sentir algo de apoyo.

## Análisis del relato
El relato se forma a través de la descripción de una carta, a la vez que el narrador expone sus deducciones mediante la observación de la misma. En un primer momento se centra en la descripción física del propio objeto, mencionando detalles como el deterioro del papel y la legibilidad de su contenido. Posteriormente, el narrador lleva a cabo suposiciones sobre la fecha, el propietario o el destinatario, para después proceder a la exposición de la propia carta y así ilustrar sus argumentos con ejemplos del texto.  Esto da lugar a dos niveles diegéticos dentro del relato, una “historia dentro de la historia”, creando así una metaficción especular similar a la que podemos ver en otras obras como La Celestina (1499) o Don Quijote de la Mancha (1605), así como obras más contemporáneas como The Real Life of Sebastian Knight (1941) de Nabokov. A través de este mecanismo, el nivel diegético principal (en el que leemos las digresiones del autor acerca de la carta) pasa a un segundo plano de forma sutil, buscando que el lector se centre en la historia del Canónigo Lizardi, autor de la propia carta. El personaje/narrador de Lizardi se dirige a un destinatario que desconocemos, pero que es presumiblemente un conocido o un pariente. Se dirigirá a él con afecto, sirviendo esto de pretexto para la elaboración de la carta y la narración de la historia en ella, introduciendo apelaciones como: “[...] Y tú mismo, querido amigo, estás lejos; en esta época en que tanto te necesito, estás lejos”  que nos indican la cercanía del destinatario.  El suceso que inspira el relato de la carta es la desaparición de un joven en los bosques de Obaba. El texto se desarrolla con apelaciones al destinatario, con la intención de dar una mayor sensación de verosimilitud al texto, y haciendo que la utilización del formato epistolar para crear el relato sea aún más veraz para el lector. Al mismo tiempo, las interrupciones por parte del narrador intradiegético para describir la carta sirven para mantener la expectación en el lector, que quiere conocer el desenlace de la historia.  Por último, las propias conclusiones del narrador del relato contribuyen a la construcción de la historia de cara al lector, ya que la narración sobre el canónigo Lizardi adquiere otro tono cuando se conoce el hecho de que el personaje de Javier era hijo suyo. Lo que se presentaba como un relato inocente parece encubrir una confesión de la que el narrador se hace eco. De hecho, maneja este recurso para dirigir la segunda lectura del relato, sabiendo este dato: “Muchos de los que han hablado conmigo afirman que Javier era, sin lugar a dudas, hijo suyo; creencia que, a mi entender, queda bastante legitimada en una segunda lectura del documento”.

## Personajes
- El canónigo Lizardi: autor de la carta, que se hacía cargo de la rectoría de Obaba por el año 1903. Se trataba de un hombre culto, tal como lo demostraba su elegante grafía, muy barroca, y la forma, perifrástica, llena de símiles y citas, con que aborda el delicado asunto que le llevó a coger la pluma. Lo más probable es que se tratara de un discípulo de Loyola que, abandonando su orden, se había decidido por la clerecía común. Es huérfano de madre, su hermana también falleció y su hermano partió años antes de la escritura de la carta.
- El destinatario: antiguo amigo o familiar de Lizardi, aunque el mal estado en que se conserva la carta hace imposible que se conozca su nombre. Se trataba de una persona con gran autoridad eclesiástica, capaz de actuar como maestro y guía incluso en una situación tan difícil como la que, de creer los hechos narrados en la carta, se dio por aquella época en Obaba.
- Javier: el muchacho de once años desaparecido nueve meses antes de la escritura de la carta en los bosques de Obaba. Tenía la costumbre de huir de casa y permanecer en el bosque durante días. Era de padres desconocidos y vivía en la hostería de Obaba, donde le vestían y le daban de comer a cambio de los duros de plata que sus verdaderos progenitores hacían llegar a los dueños. No se volvió a saber de él.
- Matías: anciano del pueblo que apreciaba a Javier. Pensaba que, tras su desaparición, éste se había convertido en un jabalí blanco, pues sus comportamientos eran similares.